# Куреш
Куреш је традиционални облик спортског рвања код турских народа.
Назив потиче од русификације одговарајућих назива рвања на националним језицима (у којима је ова реч потпуни синоним руске речи "рвање").
Башкири, Татари и Чуваши се боре на захватима за појас противника, а важан је елемент националних празника - Сабантуа, Џена и Акатуа. Унеско је 2016. године, позитивно утичући на јачање односа међу заједницама заснованих на принципима толеранције, добре воље и солидарности, додао Куреш на репрезентативну листу нематеријалног културног наслеђа човечанства.

## Историја
Тачно време појављивања ове вресте борбе није познато. Такмичења су се одржавала на празнике, за време венчања и великих празника. Рвање је самосталан спорт и метода физичког тренинга.
Од 1948. године одржава се првенство у рвању Башкирска ССР. Од 1960. године одржава се првенство Татарске ССР у рвању и републичко првенство, а касније је формиран Савез националног спортског рвања „Татарка Курјаш“ ТАССР.
Године 1970. Комитет за физичку културу и спорт при Савету министара РСФСР одобрио је титулу "Мајстор спорта у националном спорту РСФСР".

### Рвање на фестивалу Дервиза на Криму, 1920-те
Почетком осамдесетих година прошлог века, Комил Јусупов, познати рвач, џудо и самбо, и један од најревноснијих активиста оживљавања рвања, покренуо је истраживање о наслеђу узбекистанског рвања, чија је сврха била да се развију нова универзална правила за ово рвање. спорт, који би задовољио међународне стандарде Почетком 1990-их у Узбекистану је почело активно оживљавање ове борбе. Различити региони Узбекистана имају своја правила.
6. септембра 1998. године у Ташкенту је створена Међународна рвачка асоцијација уз учешће представника 28 земаља Азије, Африке и Европе.
У мају 1999. у Ташкенту је одржано прво Светско првенство у рвању.
24. јануар 2003. постао је историјски датум за рвање. На 22. Генералној скупштини Олимпијског савета Азије, рвање је признато као званични спорт од стране ове континенталне дивизије Међународног олимпијског комитета и постало је могуће да се уврсти у програм Азијских игара - континентални модел Олимпијаде. У децембру 2006. године одржане су 15. Летње азијске игре у Дохи (Катар). Тамо су се први пут у историји одржала такмичења у демонстративном рвању. У 2009. години одржана су званична такмичења у рвању у програмима две Азијске игре – 1. Азијских игара борилачких вештина (Бангкок, Тајланд) и 3. Азијских игара у дворани (Ханој, Вијетнам).
Удружење је 2002. године установило своје највише признање - „Златни орден МАК“. Додељује се лидерима земаља, истакнутим политичким и јавним личностима, познатим личностима за допринос међународном развоју Кураша. Одлуку о додели награда доноси Извршни комитет ИАЦ-а. Први орден је 2002. године добио председник Узбекистана Ислам Каримов. 2004. други орден је додељен лидеру Индијског националног конгреса Соњи Ганди.
Године 2007. у главном граду Башкортостана - у  Уфи је одржано 6. Светско првенство у рвању.
Почетком 2008. године чланови Међународне рвачке асоцијације укључивали су националне федерације из 102 земље Азије, Африке, Европе, Пан Америке и Океаније. На 9. седници Конгреса ИКА одржаној уочи Петог светског првенства у рвању младих од 12. до 17. новембра у Истанбулу, Турска, још 12 земаља придружило се светском покрету ИКА. На крају 2008. године број земаља чланица ИКА био је 114 земаља.
У 2010. години У Казанској Републици Татарстан одржано је Светско првенство у рвању. Рвање је укључено у програм Летње Универзијаде 2013. одржане у Казању.